# Копейкин, Вилен Тимофеевич
Вилен Тимофеевич Копейкин (родился 28 апреля 1940 года) — советский и российский баскетболист и гандболист, гандбольный тренер, заслуженный тренер РСФСР. С 1964 года — бессменный тренер гандбольной спортивной школы Воробьевы горы» (формально ГБОУ «Воробьевы горы») при Дворце пионеров.

## Происхождение и ранние годы
Отец — Тимофей Григорьевич Копейкин, капитан РККА, командир 162-го зенитно-пулемётного батальона, во время Великой Отечественной войны участвовал в обороне городов Бельцы и Одесса (в частности, его батальон защищал здание оперного театра Одессы). В 1947 году мать привезла Вилена к отцу в Одессу, но тот бросил жену и ушёл к другой женщине. Вторым браком отец женился на солистке оперного театра, которая также прошла войну и пыталась привить пасынку любовь к опере, водя его на представления, однако вскоре мачехи не стало. Поскольку в послевоенном городе процветал бандитизм, Вилен оказался в дворовой банде «Серебряный сапожок», в которой пробыл четыре года, прежде чем всю банду сдал милиции его собственный отец. Вскоре Вилен уехал в Черкассы, встретившись с отцом только спустя много лет в Бельцах, когда тот лежал в госпитале.
В пятом классе школы в Черкассах Вилен занялся акробатикой, в седьмом классе стал заниматься баскетболом, а спустя два года играл за взрослую баскетбольную сборную Черкасской области вместе с другим будущим гандбольным тренером Леонидом Коросташевичем под руководством Бориса Липчука, также будущего гандбольного тренера. Он числился кандидатом во взрослую сборную УССР, когда его детский тренер Надежда Жила попросила отвести ребят 1943 года рождения на турнир в Станислав. Именно тогда Вилен познакомился с гандболом, наблюдая за тренировками игроков, и начал повторять эти приёмы у себя дома, хотя наставник сборной Черкасской области Борис Липчук не разрешал своим подопечным оттачивать подобные приёмы. Тренировки Копейкин проводил в здании бывшего храма.

## Игровая карьера
Копейкин поступил в Черкасский государственный педагогический институт, на котором отучился три курса на факультете физического воспитания. В 1958 году Копейкин в составе сборной Черкасской области завоевал титул первого чемпиона УССР по гандболу в формате 7 x 7. Команда Черкасс обыграла киевлян, запорожцев, львовян и многие другие команды. При этом ещё во времена турниров в формате 11 x 11 он, играя за черкасский «Химик» на турнире в Кременчуге, обратил на себя внимание ряда клубов, в том числе и киевской команды Бориса Гельмана. Тот предлагал Копейкину перейти в киевскую команду, обещая трудоустройство на завод и даже возможность сыграть на турнире в Дании. Также Копейкина пытались пригласить в команду Одессы, где он провёл детство, но в итоге Вилен перешёл в команду Днепропетровска.
Из-за возможного отъезда в Днепропетровск ректор Черкасского института дал распоряжение отказывать Копейкину в любой просьбе забрать документы, однако хитростью тот сумел забрать свой аттестат зрелости и ушёл из вуза. В 1961 году он был принят без экзаменов в Днепропетровский металлургический институт и стал игроком в местной гандбольной команде. Весной 1962 года днепропетровская команда выиграла отбор на вторые Студенческие игры в Тбилиси: финал проходил в Черкассах, где были обыграны хозяева, причём тренер черкассцев даже просил Копейкина забросить семь мячей. На студенческих играх в Тбилиси днепропетровцы заняли 3-е место, обыграв команду МАИ, за которую играли Виктор Зязин и Владимир Кривцов. Тогдашний тренер МАИ Анатолий Евтушенко даже выразил готовность взять Копейкина в любой момент в команду.
Вскоре Копейкин перевёлся из Днепропетровского металлургического в Одесский институт инженеров морского флота, поскольку одесситы всё ещё были заинтересованы в переходе перспективного игрока. В составе команды института «Водник» он провёл матч по гандболу 11 x 11 против сборной Вооружённых сил, играющим тренером которой был Юрий Предеха: команда одесского инженерного института одержала победу, и Предеха предложил Копейкину перейти в его команду. Вилен снова забрал документы из института и отправился в военкомат, в начале ноября того же года прибыл в Бельцы на службу. Формально он играл за тирапольский СКА, проводил занятия по гандболу для полковников и генералов. В Бельцах он также встретил после долгой разлуки отца, который лечился в госпитале: после долгих разговоров отец и сын примирились. Под окнами начальника госпиталя Копейкин проводил разминки и занятия, в связи с чем чуть не разразился скандал.
Во время турнира на первенство СССР в Таллине Предеха поссорился с кем-то из игроков СКА: ссора отрицательным образом сказалась на выступлении команды, и турнира Копейкин даже заявил о намерении уйти, хотя Предеха не верил в возможность подобного. Вилен Тимофеевич рассказывал, что «сам себе порвал мениск на левой ноге», что стало формальной причиной для ухода из армейской команды. Позже он перешёл в клуб МАИ, тренером которого был Анатолий Евтушенко. В составе команды МАИ он выигрывал первенство СССР, работая параллельно на кафедре МАИ преподавателем физкультуры.
В 1964 году на турнире в Тбилиси он должен был играть в основном составе, однако тренер команды Евтушенко сделал замены —— вместо Вилена Копейкина в состав команды попал Владимир Кривцов, а вместо Александра Игнатьева и Вячеслава Зотова — игроки старше на 6 лет. Расстроившийся Копейкин с горя запил, а когда игроков в гостинице пьяными увидел Евтушенко, разразился скандал, который чуть не перерос в драку. На следующий день состоялось разбирательство в студенческом комитете МАИ, председатель которого заявил: Копейкин должен был занять место Евтушенко, но из-за пьяной драки ему грозила дисквалификация. МАИ неудачно выступили в Тбилиси, и Евтушенко потребовал пожизненно дисквалифицировать Копейкина за поступок, сославшись якобы на слова последнего, что тот в любой игре забросит команде МАИ 8 мячей. За игрока заступались председатель союзной федерации гандбола Алексей Ракитин и ответственный секретарь Николай Суслов.
Вилен получил условную дисквалификацию и в 1965 году ушёл в «Спартак» к Владимиру Ковалёву. Во время турнира на первенстве Москвы команде пришлось играть против МАИ, которую прежде «спартаковцы» не обыгрывали, и благодаря усилиям Копейкина «Спартак» победил с разницей в 7 мячей, а сам Вилен забросил 8 мячей, несмотря на опеку со стороны Виктора Зязина и Владимира Гусева. После матча Евтушенко похвалил своего бывшего подопечного, а в том же году Копейкин попал в список 33 лучших игроков чемпионата СССР по версии журнала «Спортивные игры» как лучший левый полусредний. Однако вскоре он закончил выступать как игрок, сделав ставку на работу тренером.

## Тренерская карьера
В 1964 году при спортивной школе отдела физического воспитания Дворца пионеров на Воробьёвых горах (тогда — Ленинских горах) было открыто отделение гандбола, руководителями которых стали А. М. Храмов и В. Т. Копейкин. Первыми воспитанниками Вилена Тимофеевича были игроки 1948, 1949, 1950, 1951 и 1952 годов рождения: он сделал три набора разного возраста, а один из его первых воспитанников, Николай Андреев, вошёл в сборную Москвы и стал чемпионом СССР. Его воспитанники неоднократно побеждали на детских и юношеских соревнованиях, став затем ключевыми игроками ведущих советских клубов и сборной СССР. Выпускники его школы в дальнейшем играли за команды МАИ, ЦСКА, «Кунцево» и другие советские клубы. Сам Вилен Тимофеевич также тренировал школьную сборную Москвы.
Несколько раз Копейкина звали на работу в разные советские клубы и даже в национальную сборную, однако он всякий раз отказывался в пользу работы со своими воспитанниками. Так, когда его фамилия появилась в списке лучших игроков чемпионата СССР, Копейкину поступил вызов в Киев на учебно-тренировочные сборы советской сборной, однако он отказался бросить своих учеников и решил ехать с ими в спортивный лагерь. В дальнейшем он утверждал, что это решение предопределило его карьеру как успешного детского тренера. Уже будучи тренером, он отказался уйти из школы на место помощника главного тренера советской сборной Анатолия Евтушенко.
В 2018 году В. Т. Копейкин руководил командой звёзд ФГР в гала-матче против команды «Роскосмоса» в рамках отраслевой Спартакиады работников государственной корпорации «Роскосмос». Также он руководил командой юношей 2006/2007 г.р., которая заняла 3-е место на всероссийских соревнованиях по гандболу 2018/2019 среди юношей до 14 лет, 7-е место на гандбольном фестивале Cell Cup в Венгрии в августе 2018 года и отличилась на ряде других турниров.На 2019 год в тренерском штабе Копейкина методистом работал Руслан Пономарёв, который с командой 2004 года рождения стал чемпионом Москвы в том году. Ещё одним помощником Вилена Тимофеевича была Елена Максименкова, взявшая серебро со своими подопечными. На протяжении 10 лет директором школы был Юрий Котов, также учившийся у Копейкина и ставший кандидатом наук.

## Воспитанники
Многие воспитанники Вилена Тимофеевича стали чемпионами мира, олимпийскими чемпионами и обладателями Кубка Европы: среди них были многочисленные офицеры ВС СССР и ВС РФ. Один из воспитанников Копейкина, Юрий Кидяев, считался на протяжении 10 лет лучшим крайним в мировом гандболе, а после его победы на Олимпиаде 1976 года в Монреале школа на Воробьёвых горах получила статус школы олимпийского резерва. Также под руководством Копейкина занимались Анатолий Драчёв (6-кратный чемпион СССР), Николай Дрепенкин (чемпион мира), Игорь Лозовой (чемпион мира, тренер школы Дворца пионеров), Сергей Толстых (двукратный чемпион мира) и Вадим Валейшо (один из лучших мировых вратарей). Среди иных его воспитанников были Алексей Песков, Дмитрий Житников, Максим Бессонов, Тимур Дибиров.
Какое-то время у него тренировался даже будущий вице-премьер Российской Федерации Дмитрий Рогозин, увлекавшийся в детстве гандболом и пытавшийся попасть в сборную Москвы 1964 г.р. (в команду можно было заявить несколько игроков более старшего возраста). По словам Копейкина, при министре образования Андрее Фурсенко были закрыты ряд школ олимпийского резерва, однако вмешательство Рогозина спасло школу Копейкина от полного закрытия: всё тот же Рогозин добился возрождения известного февральского турнира, проходившего во времена СССР. В 2024 году ряд воспитанников 2006 года рождения стали призёрами первенства России в своей возрастной категории: из этого поколения отличились правый крайний Иван Ерканов (лучший в своём амплуа по итогам сезона, игрок МССУОР № 2 «Академия»), разыгрывающий Михаил Иванов (игрок ЦСКА — МССУОР № 2) и Андрей Трякин (слабослышащий, ставший лучшим снайпером в составе сборной Москвы).

## Стиль игры
По словам Вилена Тимофеевича, занятия по акробатике и отточенные там приёмы в лице сальто, фляков и переворотов помогали ему на протяжении игровой карьеры во всех матчах выполнять сложные приёмы в воздухе. Будучи игроком днепропетровской команды, для поддержания формы он полгода занимался в сборной Днепропетровска по метанию копья, благодаря чему научился наносить точные броски даже с центра площадки. Юрий Предеха заставлял своих подопечных на мостике при отклоне мячом касаться пола и возвращаться в исходное положение, что в мировом гандболе встречается у немногих игроков: эти навыки выработал и Копейкин как игрок.

## Тренерский стиль
Вилен Тимофеевич называет своё поколение игроков и тренеров «фанатиками», которые смело шли на разные испытания и подавали тем самым примеры. В частности, он закалялся купанием в проруби и заставлял своих учеников также лезть в холодную воду. В плане физподготовки Копейкин также считает необходимым включать в каждую школу специалиста по акробатике и тренера вратарей. Копейкин утверждал, что в советское время его подопечные не пропускали тренировки ни при каких условиях, а также могли постоять за себя. С его слов, однажды они подрались с хулиганами, промышлявшими мелкими кражами у Дворца пионеров, и последние больше не появлялись там.
Будучи тренером, он часто проверял дневники у своих воспитанников: если у кого-то была двойка по предмету, он не допускал его на тренировки в общей группе и не брал соревнования, пока тот не исправлял оценку. Провинившемуся ученику он давал упражнения, которые тот делал отдельно от команды — в частности, он заставил Анатолия Драчёва приседать на балконе, пока остальные спортсмены тренировались. Того же Драчёва он отстранил на месяц за курение и не изменил своё решение, несмотря на уговоры.

## Личная жизнь
Со своей супругой Натальей познакомился в Днепропетровске. После лечения травмы он переехал к ней в Подмосковье и женился.

## Награды
- Заслуженный тренер РСФСР[4]
- Отличник народного просвещения РСФСР[4]
- Знак отличия «За безупречную службу городу Москве»[4]
- Почетное звание «Ветеран труда»[4]

## Комментарии
1. ↑  В ряде источников указывается 1939 год[2]